# تيودور لوران
تيودور لوران (بالفرنسية: Théodore Laurent)‏ هو صناعي فرنسي، ولد في 18 ديسمبر 1863 في Saint-Jean-d'Angély ‏ في فرنسا، وتوفي في 21 أغسطس 1953 في باريس في فرنسا.